# Kurt Præst
Kurt Christensen Præst (ur. 7 stycznia 1945 we Frederiksbergu, zm. 18 grudnia 2001) – duński piłkarz występujący na pozycji pomocnika.

## Kariera klubowa
Præst karierę rozpoczynał w 1963 roku w pierwszoligowym KB. W sezonie 1968 wywalczył z zespołem mistrzostwo Danii, a w sezonie 1969 wicemistrzostwo Danii oraz Puchar Danii. W 1973 roku odszedł do szwedzkiego Helsingborgs IF. W sezonie 1973 awansował z nim z trzeciej ligi do drugiej. W 1975 roku wrócił do KB, a w 1976 roku zakończył tam karierę.

## Kariera reprezentacyjna
W reprezentacji Danii Præst zadebiutował 20 listopada 1968 w wygranym 5:1 towarzyskim meczu z Luksemburgiem. W latach 1968–1970 w drużynie narodowej rozegrał 10 spotkań.